# 科迪勒拉山脉 (月球)
科迪勒拉山脉（英語：Montes Cordillera）是月球上环绕东方海撞击盆地的三圈同心环山脉中最外层的一座(其它二座是更里面的内、外鲁克山脉)，较周边地形高出1250米，所在区域月面坐标为南纬4.17°-34.89°、西经78.29°-112.04°，直径574公里(357英里)。它确切的形成时间尚不确定，可能产生于晚雨海世。
该山脉横跨月球西南侧边缘，西部伸至月球背面西经112°的地方，北部就位于月球赤道以南，而南部一直抵达南纬约38°处，从地球上只能观察到它的东部。山脉内侧环绕鲁克山脉的环状地表特别崎岖，而外侧很大范围地域覆盖着一层东方海形成时的溅射堆积物，在月海表面形成了一系列不同的山脊和放射状分布的月谷，并很大程度地改变了附近原先已有陨坑的形态。
沿山脉内侧东北，坐落着一座小月海-秋湖，山脉东北面是施吕特环形山和哈特维希环形山，后者明显已被东海溅射物改变，而前者可能是形成于大撞击之后的年轻撞击坑。山脉东南部分布有克拉斯诺夫陨石坑和沙勒陨石坑，后者的东南是一条叫作"布瓦尔谷"的纵向山谷。再南和东，分别是另外二条纵向月谷-巴德谷和因吉拉米谷，而玻尔月谷则位于山脉的北部，它的西面是就是波尔陨石坑。
根据以陆地名称命名月球山脉的惯例，它取名自纵贯南北美洲大陆西部的科迪勒拉山系。"科迪勒拉"(Cordillera )在西班牙语中意思为"山脉"。

## 另请参阅
- 月球环形山列表
- 行星体系命名法
- 月面学
- 月岩
- 月球地质